# Daniel Malik
Daniel Malik (Toronto, 31 de marzo de 1992) es un actor y modelo canadiense conocido por su papel de Black Philip en La bruja.

## Biografía
Malik nació en Toronto, Ontario de padres pakistaníes. Al principio de su carrera como modelo, conoció al diseñador canadiense Hussein Dhalla, que le hizo participar en la Semana de la Moda Masculina de Toronto como su primer modelo masculino sudasiático.

## Carrera
Su papel en La bruja, su primer largometraje, le valió la nominación a mejor villano en los Seattle Film Critics Society en 2017 y Funko hizo un Pop! coleccionable de su personaje. Malik cree que una de las razones por las que consiguió el papel fue que el director Robert Eggers tenía un libro de bocetos de cómo creía que debía ser la película y sus dibujos para el personaje de Black Phillip eran exactamente iguales a los de Malik, a quien nunca había conocido.
Malik ha pasado a actuar en las temporadas dos y cuatro de The Expanse, volviendo para una segunda temporada como un nuevo personaje debido al apoyo de los fans.